# Liste des seigneurs de Traves
 (septembre 2019).
La famille de Traves tenait une seigneurie du même nom. Au XIIe siècle, Thibaud de Traves transmettait son fief à sa fille Alix. Celle-ci épousait Thibaud Ier de Rougemont, vicomte de Besançon, et lui apportait la seigneurie de Traves qui devait rester dans cette maison jusqu'au mariage d'Isabelle de Rougemont avec Robert de Choiseul, fils de Renard II de Choiseul. Plus tard le fief entrait dans la maison de Toulongeon lorsque celle-ci recueillera la succession des Sennecey.

## Famille de Traves
Hugues Ier de Traves, (? - après 1073), seigneur de Traves. Il a pour frère Gérard, doyen de l'église saint-Paul de Besançon. Il fonde en 1073, sur ses terres, une église sous le vocable de Saint-Pierre et Saint-Marcel avec l'accord d'Hugues II de Montfaucon, archevêque de Besançon. Il donne cette église, sise au Château de la Trave aux moines de l'abbaye Saint-Marcel-lès-Chalon vers 1073-1087
Mariage et succession :
Il épouse Gwendamode, fille d'Oldaric de Bagé, seigneur de Bâgé-le-Châtel (01) de qui il a :
- Gislebert[2],
- Gérard,
- Hugues II,
- Étienne/Guy qui suit.

Étienne/Guy de Traves, (vers 1040 - après 1098), seigneur de Traves. Il est présent en 1098 lorsqu'Amédée Ier de Montfaucon se rend vassal de Hugues III, archevêque de Besançon.
Mariage et succession :
Son épouse est inconnue (voir toutefois l'article Gislebert de Faucogney), il a Thibaud qui suit.
Thibaud de Traves, (1064 - 1122), seigneur de Traves, connétable de Bourgogne.
Mariage et succession :
Il épouse Alice/Alix de qui il a :
- Ponce/Pontia/Poncia/Poncette, (vers 1090 - 15 avril 1156/66), dame de Traves : elle épouse vers 1120 Guillaume IV de Bourgogne-III de Mâcon, (1088 - 1157), comte de Mâcon, d'Auxonne et de Vienne, régent du comté de Bourgogne. De son mariage elle a :
  - Gérard Ier (1124-1184) comte de Mâcon et de Vienne, seigneur de Traves, sire de Salins par son union avec Maurette, fille de Gaucher III de Salins ; leurs fils sont :
    - Guillaume IV de Mâcon et de Vienne, † 1224 : la Maison de Vienne est issue de sa fille Béatrix,
    - et Gaucher IV (1153-1219), sire de Salins et de Traves, dont la fille Marguerite (vers 1190-1259 ; fille de sa première femme  Mathilde Ire de Bourbon) vendra Salins au duc Hugues IV de Bourgogne en 1225 (en 1237, par échange contre Chalon et Auxonne, le comte Jean l'Antique ci-après acquiert Salins et Ornans du duc Hugues), et dont la veuve et deuxième épouse, Alix de Dreux, arrière-petite-fille de Louis VI, transmettra sa part de Traves à son deuxième mari, Renard II de Choiseul ci-dessous,
    - et leurs filles (toutes avec postérité) : Béatrice (1160-1230 ; x 1177 le comte Humbert III de Savoie) ; Alexandrine (1164-1242 ; x Ulric V de Bâgé) ; Ide (1162-1224 ; x Humbert II de Coligny) ;

  - et Étienne Ier-II, † 1173, comte d'Auxonne et sire de Traves, qui épouse Judith de Lorraine, fille du duc Mathieu Ier : parents d'Étienne II-III, lui-même père de Jean de Chalon l'Antique d'où viendra la suite des comtes de Bourgogne ;
- Alix, dame de Traves : épouse Thibaud II de Rougemont vicomte de Besançon : leur arrière-arrière-petite-fille Isabelle/Sibylle de Rougemont épouse Robert de Choiseul ci-dessous.

Apparaît un Renaud de Traves vers le milieu du XIIe siècle, né approximativement entre 1100 et 1130, aussi connétable de Bourgogne-Comté, au statut familial imprécis, et qui épouserait Elisabeth de Salins, fille d'Humbert III († vers 1133), d'où Nicole de Traves ou de Salins, femme de Simon II (vers 1145-1208) sire de Broyes et de Commercy, à qui elle apporte des fiefs jurassiens : Mont Rivel (à Équevillon avec Saint-Germain et Champagnole), Château-Villain (à Sirod) et Chaux-des-Crotenay. Nicole de Traves/de Salins et Simon II de Commercy ont pour arrière-petite-fille Laure de Commercy, 3e épouse de Jean l'Antique et ancêtre des Chalon-Arlay.

- Ou plutôt un membre de la deuxième famille de Traves, c'est-à-dire la deuxième famille des comtes de Bourgogne-Comté et de Mâcon ci-dessus, la Maison des Anscarides d'Ivrée, dans laquelle le prénom Renaud est fréquent ? Alors, pour des raisons chronologiques, il faudrait en faire un fils méconnu de Guillaume IV-III de Bourgogne-Mâcon et de Ponce/Poncette de Traves ci-dessus (d'autant que la date de leur union, 1120, n'est qu'approximative), donc un frère des comtes Gérard  Ier et Etienne Ier ou II ci-dessus, qui aurait pris le nom de sa mère comme il est fréquent.
- Ou bien encore Nicole ne serait-elle que de Salins et pas de Traves : certains en font une fille d'Humbert IV de Salins – † après 1175 ; frère de Gaucher III et réputé sans postérité, mais mal connu – donc sans lien avec Renaud de Traves...

Finalement, Salins (en partie : le partage de Chalon puis le sixte d'Auxerre) et l'immense domaine qui l'accompagnait — assimilable à une principauté autour de la Joux et de la source de l'Ain, avec Pontarlier, Ornans, Levier, Frasne, Nozeroy, le Val de Mièges, la région de Champagnole, domaine qui allait jusqu'aux confins de la Terre de Saint-Claude et qui fut d'abord l'apanage de l'abbaye Saint-Maurice d'Agaune puis des comtes de Mâcon de la Maison de Narbonne, précurseurs des comtes de Bourgogne et auteurs des premiers sires de Salins —), allèrent largement aux Chalon-Arlay issus du mariage en 1258 entre Laure de Commercy et le comte Jean l'Antique, que ce soit par Nicole de Traves et les Commercy, par l'héritage dynastique du comte-régent de Bourgogne Jean l'Antique, ou bien par l'acquisition dudit Jean l'Antique sur le duc de Bourgogne Hugues IV.

## Famille de Choiseul
Robert de Choiseul, dit "de Traves", (1235/37 - abbaye de Morimont 1258/80), chevalier, seigneur de Traves (par sa mère Alix de Dreux ci-dessus, et par son mariage), de Scey, de Granville et de Boux-le-Chastel. Il est le fils de Renard II de Choiseul et d'Alix de Dreux, fille du capétien Robert II comte de Dreux et veuve de Gaucher IV de Mâcon-Salins sire de Traves, rencontré ci-dessus.
Mariage et succession :
Il épouse en 1247/58 Isabelle, (? - 1290 Abbaye de Morimond), fille de Thiébaud III de Rougemont et de Comtesse de Belmont, de qui il a :
- Renard/Bernard qui suit,
- Marguerite, dame de Scey et de Creue, elle épouse avant le 2 mai 1313 Vauthier de Bauffremont, (? - 1335).

Renard/Bernard de Choiseul, (vers 1259 - vers 1290), dit "de Traves", chevalier, seigneur de Traves, de Porcheresse et de Scey.
Mariage et succession :
Il épouse en 1272/73 Marguerite, (? - après 1295), dame de La Porchesse, fille et d'Henri III Gros de Brancion (fils de Marguerite de Salins, elle-même fille de Gaucher de Salins et belle-fille d'Alix de Dreux, rencontrés plus haut) et de Fauque de L'Épervière/la Perrière, de qui il a :
- Pierre qui suit,
- Thiébaud, dit "de Traves", seigneur de La Porcheresse.

Pierre de Choiseul, (? - après 1305), dit "de Traves", de Traves, de Laives et de Diombes.
Mariage et succession :
De son épouse, inconnue, il a Alix, dite "de Laives", dame de Traves, qui épouse Guillaume II de Sennecey : d'où Marguerite de Sennecey, dame de Traves et de Sennecey ; elle épouse le 17 octobre 1347 Jean de Toulongeon, (? - 1363), de qui elle a Tristan, père d'Antoine ci-dessous.

## Famille de Toulongeon/Sennecey
Antoine de Toulongeon, (1385 – 29 septembre 1432), chevalier, seigneur de Buxy, La Bastie, Montrichard et baron de Traves. Il est le fils de Tristan de Toulongeon ci-dessus, et de Jeanne de Cotebrune.
Mariages et succession :
Il épouse en premières noces Béatrix, fille de Jean de Saint-Chéron et de Jeanne de Vergy, puis en secondes noces après 1419 Catherine, (? - après août 1439), dame de Clessy, fille de Girard de Bourbon et de Jeanne de Chevriers.
Du premier mariage il a :
- Jean qui suit,
- Antoine, (? - après 1461), chanoine de Chalon-sur-Saône,
- Jeanne, elle épouse le 27 février 1433 Jean II de Grandson,

Du second mariage il a :
- Claude, (? - 1503/04), chevalier de l'Ordre de la Toison d'or, chambellan du duc Philippe, il épouse en février 1476 Guillemette, fille de Charles de Vergy et de Claude de la Trémoille,
- Tristan, (? - vers 1475), gouverneur d'Auxerre en 1475,
- Georges,
- Catherine.

Jean de Toulongeon, (? - 1448), seigneur de Traves, de Beaumont et de Montrichard.
Mariage et succession :
Il épouse en 1437 Clauda ou Claudine, dame de Vellexon, fille de Jean de Blâmont et de Jeanne de Vergy, de qui il a :
- Claude qui suit,
- Marc, seigneur de Montrichard et de Vellexon, il épouse en 1483 Agnès de Beauffremont,
- Jean, (? - 1497), abbé de Tournus,
- Clauda, dame de Chatelier, elle épouse Christophe d'Hangest.

Claude de Toulongeon, (? - Tournus 1495), chevalier, Gruyer de Bourgogne, baron de Traves, seigneur de La Bastie, de Laraie et de Saint-Chéron.
Mariage et succession :
Il épouse Marie, (? - après 1499), dame de Larrey, fille de Mile de Grancey et de Marie d'Anglure, de qui il a :
- Jean, (? - 1513), baron de Traves, seigneur de Laraie, il épouse Suzanne de Dampierre, sans héritiers c'est sa sœur qui hérite du domaine de Traves,
- Jeanne, (? - après 1545), dame de Chatelier, elle épouse René de Clermont-Gallerande, (? - après 1524), d'où François de Clermont, baron de Traves, qui suit.

## Famille de Clermont-Gallerande
René de Clermont, épouse Jeanne de Toulongeon, héritière de Traves d'oū:
- François de Clermont, qui suit,
- Claude de Clermont, seigneur de Toulongeon, épouse Perrone de la Chambre, d'où une fille:
  - Charlotte de Clermont, dame de Toulongeon, épouse 1) Jacques de Vienne, 2) Théophile de Gramont son cousin, 3) Claude de la Croix, sp.

François de Clermont, baron de Traves, mari d'Hélène Gouffier fille d'Artus duc de Roannez aussi seigneur de Traves en 1477 par faveur royale, après une confiscation exercée par Louis XI aux dépens des Toulongeon : d'où Hélène, qui suit.
Hélėne de Clermont, la belle de Traves, héritière de Traves et Toulongeon, qui épouse Antoine Ier de Gramont, d'où succession (la branche des Gramont-Toulongeon de Traves).

## Sources
- Jean Baptiste Guillaume, Histoire généalogique des sires de Salins au comté de Bourgogne, C.F. Mourgeon, 1757 (lire en ligne), p. 92 à 109
- Louis Moreri, Le grand dictionnaire historique ou Le melange curieux de l'Histoire sacrée et profane, libraires associés Le Mercier, Desaint et Saillant, Jean-Thomas Herissant, Boudet, Vincent, Le Prieur, 1759 (lire en ligne), p. 656
- François-Ignace Dunod de Charnage, Mémoires pour servir à l'histoire du comté de Bourgogne, contenant l'idée générale de la noblesse et le nobiliaire du dit comté, J.-B. Charmet, 1740 (lire en ligne), p. 232 à 234
- Léopold Niepce, Histoire de Sennecey, de ses seigneurs, du canton de Sennecey-le-grand et de ses dix-huit communes, Dejussieu, 1866 (lire en ligne), p. 316 à 317
- Médiéval Généalogie :